# جورج افستاتيو
جورج افستاتيو (بالإنجليزية: George Efstathiou)‏ (و. 1955 – م) هو عالم فلك، وعالم فيزياء فلكية، وفيزيائي من المملكة المتحدة .
وهو عضواً في الجمعية الملكية .

## التعليم
تعلم في كلية كيبل ‏، وجامعة درهام

## جوائز
حصل على جوائز منها:
- وسام هيوز (2015)
- جائزة دانيال هاينمان للفيزياء الفلكية (2005)
- زمالة الجمعية الملكية.